# Нечипоренко Геннадій Лесьович
Нечипоренко Геннадій Лесьович (28 квітня 1963 року) — український картограф, топограф, кандидат географічних наук, викладач Київського національного університету імені Тараса Шевченка.

## Біографія
Народився 28 квітня 1963 року в селі Синява Рокитнянського району Київської області. Закінчив у 1983 році Київський топографічний технікум зі спеціальності «геодезія». З відзнакою закінчив 1988 року кафедру геодезії та картографії географічного факультету Київського університету, у 1991 році — аспірантуру Відділення географії Інституту географії імені С. І. Субботіна АН УРСР (відділ географічного картографування). У 1991–1995 роках працює молодшим науковим співробітником Відділення географії Інституту географії. У 1995–1998 роках асистент кафедри геодезії та картографії географічного факультету Київського університету. Кандидатська дисертація «Картографія соціально-економічних зв'язків великих міст (на прикладі обласних центрів України)» захищена у 1994 році. Наукові інтереси: геоінформаційне картографування, застосування картографічного методу дослідження. Читав нормативні та спеціальні курси:
- «Автоматизація картографічних робіт»,
- «Картографічний метод дослідження»,
- «Космічна картографія».

## Наукові праці
Автор понад 30 наукових праць. Основні праці:
1. Сучасні ГІС-технології у тематичному картографуванні. — К., 1998 (у співавторстві).
2. Останні здобутки медико-екологічного картографування в Україні. — К., 1996 (у співавторстві).
3. Перспективи ГІС-освіти в Україні. — К., 1996 (у співавторстві).
4. Установи та організації, що займаються проблемами навколишнього середовища в Україні: Довідник. — К., 1997 (у співавторстві).